# Cantone di Lugny
Il Cantone di Lugny era una divisione amministrativa dell'arrondissement di Mâcon.
È stato soppresso a seguito della riforma complessiva dei cantoni del 2014, che è entrata in vigore con le elezioni dipartimentali del 2015.
Comprendeva i comuni di:
- Azé
- Bissy-la-Mâconnaise
- Burgy
- Chardonnay
- Clessé
- Cruzille
- Fleurville
- Grevilly
- Lugny
- Montbellet
- Péronne
- Saint-Albain
- Saint-Gengoux-de-Scissé
- Saint-Maurice-de-Satonnay
- La Salle
- Viré